# Chromi(III) oxide
Chromi(III) oxide (công thức hóa học: Cr2O3) là một oxide của chromi. Nó có phân tử khối 151,9942 g/mol, nhiệt độ nóng chảy 2435 ℃.
Chromi(III) oxide lưỡng tính là dạng oxide bền vững duy nhất của chromi trong khoảng nhiệt độ đến 1200 ℃ (sau đó nó sẽ bắt đầu hóa hơi một phần). Chất này lấy từ nguồn chromi oxide tự nhiên hoặc kali đichromat.

## Trong vật liệu gốm
Cr2O3 được dùng là chất tạo màu trong vật liệu gốm nhóm tạo màu. Nó luôn cho màu xanh lục (xanh chromi) đặc trưng dù nung chậm hay nhanh, môi trường lò oxy hóa hay khử. Tuy nhiên nó cho men màu xanh mờ và nhạt. Nếu có CaO, màu xanh có thể chuyển sang màu xanh cỏ.
Chất làm mờ zirconi với hàm lượng 1–2% thường được thêm vào men có chromi để ổn định hoá men và ngăn chặn hiện tượng "viền nâu". Có thể chuyển màu xanh xám của chromi thành màu xanh lông công bằng cách thêm coban(II) oxide (1% mỗi loại, có thể phải có thêm một chút MgO), sử dụng trong các loại men chứa bo và natri.
Chromi(III) oxide sử dụng trong men có kẽm có khuynh hướng tạo ra kẽm chromiat màu vàng đến vàng lục. Chromi(III) oxide kết hợp với thiếc cho màu hồng vì vậy nếu cần làm sáng màu xanh Chromi có thể sử dụng vôi bột trắng và nhôm oxide thay vì dùng thiếc. Màu hồng chromi-thiếc sẽ có độ đồng nhất cao nếu hỗn hợp được nung chảy trước (chủ yếu là tạo sự biến màu) và nếu men có hàm lượng calci hay stronti cao (tối thiểu 10% CaO), không có kẽm. Thông thường hàm lượng thiếc oxide khoảng 4–5%, cao hơn Chromi(III) oxide từ 20 đến 30 lần. Màu hồng chromi-thiếc chuyển sang màu tím nếu trong men có lượng đáng kể bo. Nếu men có thành phần là 3,3 SiO2, 0,27 Al2O3, 0,2 B2O3, 0,15 Li2O, 0,5 CaO, 0,1 MgO, 0,15 Na2O được pha màu 5% thiếc oxide, 0,6% coban(II) cacbonat, 0,17% Chromi(III) oxide sẽ có màu tím đẹp ở mức 6 của que thăm nhiệt.
Chromi(III) oxide trong men có hàm lượng chì cao sẽ tạo thành chì(II) chromat màu vàng. Trong men gốc nên có thêm các oxide kiềm thổ. Thêm kẽm oxide sẽ có thể tạo màu cam. Dưới 950 ℃, trong men có hàm lượng chì cao, nhôm thấp, chromi(III) oxide cho màu đỏ đến cam, thường có dạng kết tinh bề mặt. Nếu thêm soda màu sẽ chuyển sang vàng.
Chromi(III) oxide được sử dụng trong hầu hết mọi loại vết màu đen oxy hóa. Nó có thể chiếm đến 40% trong hệ Cr–Co–Fe và 65% trong hệ Cu–Cr.